# Geoffrey Hosking
Geoffrey Alan Hosking, född 28 april 1942 i Troon, Ayrshire, är en brittisk (skotsk) historiker, professor emeritus med Ryssland och Sovjetunionen som specialområde. Han var bland annat verksam vid School of Slavonic and East European Studies (SSEES) på University College London (UCL), från 1984 till 2007. Innan dess undervisade han vid University of Essex från 1966 till 1984.

### Svenska översättningar
- Hosking, Geoffrey; Nilson, Per (2003). Ryssland: folk och imperium 1552-1917. Lund: Historiska Media. Libris 8903132. ISBN 9189442296